# HiSky
HiSky (CA HiSky SRL) ist eine moldauische Fluggesellschaft mit Sitz in Chișinău.

## Geschichte
Ende Februar 2020 begann HiSky mit dem Verkauf von Tickets für sechs Ziele in Europa. Von Chișinău aus angeflogen werden sollen Bologna, Dublin, Düsseldorf, Lissabon, London Stansted und Paris Beauvais.
Auf der Webseite von HiSky wird die rumänische Cobrex Trans als Partner genannt, die momentan eine Boeing 737-300 betreibt. Die moldauische Luftfahrtbehörde gab bekannt, HiSky habe zwar einen Antrag für ein Air Operator Certificate gestellt, dieser sei jedoch abgelehnt worden. Benötigte Dokumente seien nicht eingereicht worden. Die Luftfahrtbehörde Moldaus verdächtigt HiSky der „Verstöße gegen das geltende Recht, Identitätsdiebstahl, Verzerrung der Realität durch Bereitstellung falscher Informationen und Täuschung“. Es sei eine Untersuchung eingeleitet worden. HiSky erhielt am 16. März 2023 das AOC mit der Nummer MD 025 und HiSky Europe erhielt am 28. April 2023 das AOC mit der Nummer RO-074.

## Flotte
Mit Stand April 2025 besteht die Flotte der HiSky aus einem Flugzeug mit einem Alter von 20,5 Jahren:
| Flugzeugtyp     | Anzahl | bestellt | Anmerkungen | Sitzplätze | Durchschnittsalter |
| --------------- | ------ | -------- | ----------- | ---------- | ------------------ |
| Airbus A319-100 | 1      |          |             | 144        | 20,5 Jahre         |
| Gesamt          | 1      | -        |             |            | 20,5 Jahre         |

## HiSky Europe
HiSky Europe S.R.L ist eine rumänische Fluggesellschaft mit Sitz in Bukarest.

### Flotte
Die Flotte der HiSky Europe besteht im April 2025 aus sieben Flugzeugen mit einem Alter von 9,3 Jahren.
| Flugzeugtyp     | Anzahl | bestellt | Anmerkungen                     | Sitzplätze (Business/Eco) | Durchschnittsalter |
| --------------- | ------ | -------- | ------------------------------- | ------------------------- | ------------------ |
| Airbus A320-200 | 4      |          | drei mit Sharklets ausgestattet | 180 (-/180)               | 11,5 Jahre         |
| Airbus A321neo  | 2      |          | einer inaktiv                   | 220 (-/220)               | 02,1 Jahre         |
| Airbus A330-200 | 1      |          |                                 | 274 (24/250)              | 14,8 Jahre         |
| Gesamt          | 7      | -        |                                 |                           | 09,3 Jahre         |